# Jim Walsh
James Patrick Walsh, (nacido el 29 de agosto de 1930 en San Francisco, California y fallecido el 4 de marzo de 1976 en la misma ciudad) fue un jugador de baloncesto estadounidense. Con 1.93 de estatura, su puesto natural en la cancha era el de alero. Fue campeón olímpico con Estados Unidos en los Juegos Olímpicos de Melbourne 1956.